# Jonny Buckland
Jonathan Mark Buckland, född 11 september 1977, känd som Jonny Buckland, är sologitarrist i det engelska bandet Coldplay. 
Bucklands musikalisk influenser innefattar bland annat Ride, George Harrison och Jimi Hendrix.

## Biografi
Han föddes i Islington, London. Där bodde han tills han var fyra år, då han och hans familj flyttade till Pantymwyn i norra Wales. Han blev av sin äldre bror, Tim, uppmuntrad att ta sig in i musikvärlden. Tim var själv ett stort fan av My Bloody Valentine. Jonny började spela gitarr vid en ålder av elva år, efter ha blivit sporrad av The Stone Roses. Buckland gick i Alun School i den walesiska staden Mold; varefter han började studera astronomi och matematik på University College London, där han också mötte sina framtida bandmedlemmar och bildade Coldplay.
Han bor i London med sin fru, juvelermakaren Chloe Lee-Evans. De har en dotter tillsammans, som född 2007.